# Phryxus caicus
Phryxus este un gen de molii din familia Sphingidae, conținând o singură specie, Phryxus caicus. Este întâlnită în zona neotropică, dar a fost întâlnită și în Florida de Sud și în South Carolina.
Lungimea aripilor superioare este de 33-37 mm. Adulții zboară în principal între lunile august și noiembrie, dar pot fi văzuți și în alte luni, pe tot parcursul anului.

Phryxus caicus  ♀
Phryxus caicus  ♀ △

În zona tropicelor, larvele au fost observate hrănindu-se cu specii de Apocynaceae, iar în Florida, cu Rhabdadenia bilfora.